# Meru Puri
Meru Puri: Il principe dei sogni (めるぷり メルヘン☆プリンス?, MeruPuri: Meruhen Purinsu) è un manga in quattro volumi disegnato da Matsuri Hino originariamente pubblicato da Hakusensha su LaLa ed edito anche in Italia ad opera della Planet Manga.

## Trama
Airi Hoshino è una normale quindicenne che frequenta le superiori, un giorno dallo specchietto a forma di stella a sette punte che porta sempre con sé (e che le è tramandato in famiglia da parecchio tempo), sbuca all'improvviso un bambino vestito in maniera stravagante.
Il ragazzino dice di chiamarsi Alam Aster-Ey-Daimonia-Eucarystia e di provenire da un regno magico, ma Airi lo scambia per il figlio di qualche ambasciatore e, affascinata dal suo aspetto "carino" lo porta a casa con sé mentre aspettano il suo servitore.
Alam, come Airi apprenderà con l'arrivo del vice primo ministro Ley, è davvero un principe e viene dal regno di Aster, si è rifugiato sulla Terra per sfuggire all'incantesimo scagliatogli dal suo fratellastro Jeile che lo trasforma in un diciassettenne quando rimane al buio, magia da cui è stato colpito solo parzialmente. La magia, però, può essere interrotta con il bacio della vergine, un bacio che solo la ragazza di cui si è innamorati può dare e che fa tornare il protagonista al suo aspetto normale. Stranamente Alam afferma che la ragazza che gli piace di più è proprio Airi perché si è presa cura di lui come una mamma e gli ha preparato le omelette al riso, sceglie quindi che sia lei a dargli il bacio della vergine, ma Airi non è disposta a dispensare i suoi baci così alla leggera perché lei possiede degli ideali molto alti e ha un piano ben preciso di come sarà il suo futuro e, soprattutto, con chi.
Anche a scuola le cose sono complicate perché Nakayoji, un compagno che piace ad Airi, le si dichiara all'improvviso e, benché lei sia decisa ad accettarlo, la loro scenetta romantica viene prima interrotta da Alam bambino, che Airi farà passare per suo fratello, e poi da Alam diventato grande dopo essere rimasto in uno sgabuzzino buio, per cui lei non avrà nessuno giustificazione e che Nakayoji scambierà per il ragazzo di lei.
Airi finirà poi su Aster, rovinando la celebrazione del fidanzamento di Alam con Maribell ed essendo la discendente della traditrice per salvarla Alam sarà costretto a compiere un gesto estremo e a farci porre il suggello del cuore, ovvero un indissolubile patto di fidanzamento. Ma chiaramente in molti non sono felici di questo e al ritorno alla realtà a scuola cominciano ad arrivare molti nuovi studenti e insegnanti: Razu Zelothya, discendente dell'uomo inizialmente promesse all'antenata di Airi, Maribell decisa a riconquistare Alam con qualsiasi mezzo, Jeile, tornato per far innamorare di sé la dolce Airi e Ley, come studente del terzo anno. E naturalmente qualcuno di loro deve pur essere coinvolto nell'improvvisa sparizione dei ricordi di Alam legati ad Airi, come lei stessa scoprirà tornando su Aster e visitando l'ala proibita del castello pur di far riacquistare la memoria al ragazzo di cui è innamorata.

## Personaggi
Airi Hoshina (星名 アイリ?, Hoshina Airi)
Doppiata da: Fumiko Orikasa (drama-CD)
È una normale liceale di quindici anni che frequenta le superiori. I suoi genitori lavorano all'estero e i suoi nonni, che dovrebbero prendersi cura di lei, sono a fare un viaggio intorno al mondo, lei quindi vive da sola. Ha le idee molto chiare sulla sua vita, vuole vivere una storia d'amore meravigliosa con un ragazzo meraviglioso, con cui creare una famiglia meravigliosa e vivere insieme amandosi ogni giorno di più. È appassionata di una fiction televisiva intitolata Storia di un matrimonio nella prateria di cui ha registrato tutte le puntate in tv. Senza saperlo è la bis bis bis (bis) nipote della Regina Crisnella che le ha lasciato lo specchio a sette punte a lei così caro e da cui sbucherà all'improvviso Alam. Ha una cotta per il suo compagno di classe Nakayoji, ma scoprirà poi di essere innamorata di Alam con cui scambierà anche il suggello del cuore. È del segno della Vergine, ha un carattere piuttosto testardo ed è fissata col vivere la sua storia d'amore perfetta, motivo per cui non è mai riuscita ad avere un ragazzo. Airi è l'unica ragazza che può far tornare Alam alla sua forma originale dandogli il bacio della vergine.
Alam Aster-Ey-Daimonia-Eucarystia (アラム＝アステール＝エイ＝ダイモニア・エウカリスティア?, Aramu Asutēru Ei Daimonia Eukarisutia)
Doppiato da: Yuki Kaida (da bambino, drama-CD), Hikaru Midorikawa (da ragazzo, drama-CD)
È il secondo principe ereditario del reame magico di Aster. Fugge da lì per scampare all'incantesimo lanciato da Jeile che lo avrebbe condannato a diventare un vecchietto, mentre così si trasforma in un adulto solo quando è al buio. Sulla Terra incontra Airi che, scambiandolo per il figlio di un ambasciatore, lo crede sperduto e lo porta a casa con sé, Alam, nonostante sia abituato ad essere servito e riverito da tutti, è molto colpito dal suo atteggiamento e dal fatto che continui a chiamarlo scemo nonostante le ripeta di essere un principe. È per questo che dice che Airi gli piace e, infatti, è l'unica in grado di farlo tornare normale. È viziato ed egocentrico, ma per la sua età è serio ed affidabile e cerca di mantenere le promesse fatte, specie con Airi. Scambierà con lei il suggello del cuore che li lega eternamente l'uno all'altra. Sarà vittima di un incantesimo di Maribell che gli farà perdere la memoria, ma grazie ad Airi ed al suo coraggio riuscirà a riacquistare i ricordi.
Leylipuli Heskia (レイ＝リプリ・ヘーシュキア?, Reiripuri Hēshukia)
Doppiato da: Nozomu Sasaki (drama-CD)
Detto Leyレイ (Rei?), è il servitore del sommo Alam, nonché il vice primo ministro. È molto ligio al dovere ed è lui che si ricorda per primo del bacio della vergine e della Regina Crisnella. Ha l'abitudine di sbattere la testa contro il soffitto ogni volta che compare dallo specchio e in alcuni casi lo si può trovare sotto forma di una gru bianca. Da bambino, quando fu assunto come tutore del secondo principe, gli venne regalata una rosa da Jeile, che lo aveva scambiato per una femmina, situazione che traumatizzò Jeile per tutta la vita. In realtà Ley prova sentimenti molto profondi per la Regina Widua, la madre di Alam. Non approva del tutto la relazione tra Alam ed Airi, sostenendo che appartengono a due caste differenti, ma la tollera dopo il benestare della sovrana.
Jeile Aster-Ey-Daimonia-Eucarystia (ジェイル?, Jieiru)
Doppiato da: Daisuke Kishio (drama-CD)
È il fratellastro maggiore di Alam e il legittimo erede al trono di Aster. Sua madre morì dandolo alla luce e benché non ci sia grande affetto tra lui e la nuova Regina Widua, venera letteralmente il suo nuovo fratellino Alam, fino a opprimerlo con il suo affetto. Da bambinò rimase traumatizzato dopo aver regalato a Ley una rosa scambiandolo per una ragazza. Scaglierà contro Alam un incantesimo che lo avrebbe fatto diventare un nonnetto, ma le cose non vanno a buon fine e provoca solo un grande pasticcio. Tornerà per farsi beffe di lui, invaghendosi però di Airi ed eleggendola a sua venticinquesima sposa. È legato da un nastro alla fatina Malulu ed è fidanzato con la sorella di Ley, Ney. Ha un pessimo gusto nel vestire le donne ed è un autentico playboy, ma in realtà è solo un pasticcione e combineà guai a non finire. Aiuterà Airi nei momenti in cui mancherà Alam chiamandola giglio dorato.
Malulu (マルル?, Maruru)
Doppiata da: Ema Kogure (drama-CD)
È la fatina dei fiori che accompagna Jeile. Anziché scegliere un bel fiore, alla sua nascita scelse un fiocco che, tuttavia, non poteva farla sopravvivere, Jeile la trovò e scambiò con lei un fiocco in modo che potessero dividere la propria energia. È molto protettiva nei confronti di Jeile e inizialmente non vede di buon occhio Airi, credendola una rivale.
Razalud Zelothya (ラザルード・ゼーロテュヒア?, Razarūdo Zēroteyuhia)
È il cugino di Alam e il discendente del fidanzato ufficiale della Regina Crisnella, alla scomparsa di questa la famiglia perse molto potere, per questo Razu cerca vendetta con Airi, tentando di distruggere il suggello del cuore che ha scambiato col cugino. Alla fine i suoi piani andranno in fumo. Verrà evocato sulla terrà da un libro d'incantesimi creduto perso.
Nakayoji (仲央路?)
Doppiato da: Atsushi Kisaichi (drama-CD)
È il ragazzo "senza nome" per ammissione della stessa autrice. Rappresenta il personaggio bello e perfetto in tutto, ma che, proprio per questo, è insignificante. Airi ha una cotta per lui, ricambiata, ma prima di riuscire a confessargli i propri sentimenti si accorgerà di essere innamorata di Alam. Si pensa che sia il discendente di un mago potentissimo che insegnò la magia alla famiglia reale di Aster, poi scappato sulla Terra per sfuggire all'etichetta di corte. Sua sorella Umi evocherà Razu come se fosse un demone, chiedendogli di uccidere suo fratello.
Maribell (マリアベル?, Mariaberu)
È la fidanzata di Alam, molto invaghita di lui, tenterà in tutti i modi di portarlo via ad Airi, arrivando addirittura a sigillare i suoi ricordi in una scatola, piano che però andrà in fumo grazie alla perseveranza della protagonista. Ha l'aspetto di una bambina, ma quando arriva nel mondo normale si presenta come una liceale. Fa la parte della ragazzina snob e viziata. Alla fine comprenderà i veri sentimenti di Alam ed Airi.
Regina Crisnella (クリスネレ?, Kurisunere)
È l'antenata di Airi, colei che le lasciò lo specchio a stella con sette punte. Fuggì da Aster per sposarsi con un umano e vivere con lui sulla Terra, per questo turbò gravemente l'equilibrio del paese. La famiglia Zelothya ebbe gravi danni e ancora oggi i discendenti nutrono rancore verso i bis nipoti di Crisnella. Assomigliava molto ad Airi.

## Media

### Manga
Il manga, scritto e disegnato da Matsuri Hino, è stato serializzato dall'agosto 2002 al settembre 2004 sulla rivista LaLa edita da Hakusensha. I capitoli sono stati raccolti in 4 volumi tankōbon pubblicati dal 5 febbraio 2003 al 5 ottobre 2004.
In Italia la serie è stata pubblicata da Panini Comics sotto l'etichetta Planet Manga dal 9 dicembre 2005 al 23 marzo 2006.
| Nº | Data di prima pubblicazione | Data di prima pubblicazione | Data di prima pubblicazione |
| Nº | Giapponese                  | Giapponese                  | Italiano                    |
| -- | --------------------------- | --------------------------- | --------------------------- |
| 1  | 5 febbraio 2003             | ISBN 4-592-17088-1          | 9 dicembre 2005             |
| 2  | 5 settembre 2003            | ISBN 4-592-17085-7          | 12 gennaio 2006             |
| 3  | 5 aprile 2004               | ISBN 4-592-17086-5          | 9 febbraio 2006             |
| 4  | 5 ottobre 2004              | ISBN 4-592-17087-3          | 23 marzo 2006               |

### Drama-CD
Nel luglio 2004 è stato pubblicato un drama-CD speciale intitolato 28th Anniversary LaLa Memorial★Drama CD, il quale presenta alcune storie tratte da diversi manga serializzati sulla rivista LaLa, tra cui Meru Puri.

## Accoglienza
Zac Bertschy di Anime News Network ha recensito il primo volume del manga sostenendo che i disegni sono puliti e ben realizzati anche se non molto distintivi paragonato ad altri titoli shōjo dello stesso periodo. Al contrario, i personaggi maschili sono stati considerati facilmente distinguibili per via dello stile diverso impiegato per ognuno di essi così come per il taglio di capelli e gli abiti indossati che rispecchiano la loro personalità. Le sequenze d'azione sono state definite come confusionarie ma il flusso generale del movimento è rappresentato molto bene, invece la storia procede con un ritmo decente e i dialoghi, sebbene a volte un po' imbarazzanti, sono credibili. In conclusione il redattore ha ritenuto che Meru Puri sia puramente un titolo fantasy di evasione per ragazze adolescenti, e difficilmente sarebbe stato apprezzato da altre categorie di pubblico.